# Eremophila lanata
Eremophila lanata är en flenörtsväxtart som beskrevs av Chinnock. Eremophila lanata ingår i släktet Eremophila och familjen flenörtsväxter. Inga underarter finns listade i Catalogue of Life.